# Arthur C. Clarke
Arthur C. Clarke, właśc. sir Arthur Charles Clarke (ur. 16 grudnia 1917 w Minehead w południowo-zachodniej Anglii, zm. 19 marca 2008 w Kolombo na Sri Lance) – brytyjski prozaik, pisarz fantastycznonaukowy, propagator kosmonautyki. M.in. na podstawie jego koncepcji powstały stacje kosmiczne.
Jego najbardziej znanym dziełem jest książka 2001: Odyseja kosmiczna oraz nakręcony przez Stanleya Kubricka film o tym samym tytule według wspólnego scenariusza Clarke’a i Kubricka.

## Życiorys
W latach 1927–1936 uczęszczał do Huish’s Grammar School w Taunton. Już we wczesnej młodości wykazywał duże zainteresowanie czasopismami science-fiction, które skrzętnie kolekcjonował. W roku 1933, mając 17 lat został przyjęty do, założonego rok wcześniej British Interplanetary Society. W 1936 Clarke przeprowadził się do Londynu.
Podczas II wojny światowej służył w jednostce radarowej Royal Air Force jako oficer. Doświadczenia zdobyte przy obsłudze radarów były podstawą studium na temat orbity geostacjonarnej i umieszczonych na niej satelitów, które zostało opublikowane w październiku 1945 w „Wireless World”, wywołując burzliwą dyskusję w kołach naukowych. W wizji Clarka trzy satelity, umieszczone na orbicie geostacjonarnej w wierzchołkach trójkąta równobocznego, miały zapewnić łączność między wszystkimi punktami na kuli ziemskiej. Wielu naukowców uważało Clarka za fantastę, a jego wizję za utopię, jednak 12 lat później pierwszy sztuczny satelita Ziemi, sowiecki Sputnik 1, rozpoczął nadawanie sygnałów radiowych z orbity. Wizja Clarke’a wywarły wpływ na rozwój techniki satelitarnej, a on sam został uznany za jej ojca. W wielu opracowaniach technicznych orbita geostacjonarna nosi nazwę „orbity Clarke’a”. Wystrzelony 19 sierpnia 1964 satelita Syncom 3 był pierwszym satelitą telekomunikacyjnym umieszczonym na takiej orbicie.
Po zakończeniu II wojny światowej Clarke podjął studia na wydziałach matematycznym i fizycznym King’s College w Londynie. W latach 1946–1947 i 1950–1953 piastował stanowisko przewodniczącego British Interplanetary Society.
Pod koniec lat 50. na łamach kilku czasopism ukazały się pierwsze utwory Clarke’a o tematyce science-fiction. Jedno z nich, The Sentinel, napisane w roku 1948, stało się podstawą do filmu 2001: Odyseja kosmiczna. Na początku lat 50. Clarke opublikował pierwsze powieści – Piaski Marsa i Wyspy na niebie. W sierpniu 1953 ukazał się bestseller Clarke’a Koniec dzieciństwa – w ciągu dwóch tygodni sprzedano około 200.000 egzemplarzy książki.
W latach 60. napisał wiele książek naukowych, których tematem były badania oceanograficzne i kosmos. W tym czasie poznał wiele osobistości takich, jak Jurij Gagarin, Jacques-Yves Cousteau i Gene Roddenberry. Największy wpływ na jego późniejsze życie miało spotkanie z reżyserem Stanleyem Kubrickiem. Kubrick namówił Clarke’a, w tym czasie znanego już na całym świecie autora książek science-fiction, aby mu pomógł stworzyć „niewysłowienie dobry film science-fiction”. W ten sposób powstał film 2001: Odyseja kosmiczna, inspirowany opowiadaniem Clarke’a The Sentinel. Film był kamieniem milowym w historii filmu science-fiction, co sprawiły doskonałe efekty specjalne, po raz pierwszy realistyczne przedstawienie statków kosmicznych i przyszłościowych rozwiązań, jak sztuczna inteligencja. Rozbudowana do rozmiarów powieści książka o tym samym tytule powstawała w miarę tworzenia filmu.
Podczas lotów kosmicznych Apollo (misja lotu księżycowego) i Apollo-Sojuz Clarke występował w telewizji jako komentator, przedstawiając w sposób prosty i zrozumiały dla telewidzów skomplikowane procesy lotów kosmicznych.
W latach 70. XX wieku napisał kilka bestsellerów, spośród których na szczególną uwagę zasługuje wielokrotnie nagradzana powieść Spotkanie z Ramą. W latach 80. wstawił się za pokojowym użyciem kosmosu i stał się przeciwnikiem „Wojen Gwiezdnych” – technologii SDI. W 1982 odwiedził Związek Radziecki, co przyczyniło się do napisania powieści Odyseja kosmiczna 2010, której tematem były wspólne badania kosmosu przez amerykańskich i rosyjskich uczonych.
W związku z pogarszającym się stanem zdrowia Clarke zaczął się wycofywać z życia publicznego i poświęcił się pisaniu. W tym czasie opublikował następne powieści z serii „2001” i „RAMA”.
Clarke był propagatorem idei „wolnej energii”, ruchu wynalazczego na pograniczu nauki i fantastyki. Często umieszczał odniesienia do niej w swoich książkach np. w Odysei kosmicznej 2010.
SESAT – satelita floty Eutelsata wystrzelony na orbitę geostacjonarną 17 kwietnia 2000 został dedykowany Arturowi C. Clarke’owi.
Clarke od lat 60. XX wieku cierpiał na powodujący niedowład mięśni – zespół post-polio. Zmarł 19 marca 2008 w wieku 91 lat na Sri Lance w wyniku problemów z oddychaniem.

## Życie prywatne
W latach 50. Clarke zainteresował się nurkowaniem. Podczas jednej z ekspedycji poznał Marylin Torgenson, którą poślubił 15 czerwca 1953. Małżeństwo rozpadło się jeszcze tego samego roku. Związek ten był jedynie próbą zatuszowania orientacji homoseksualnej autora. Jego długoletnim partnerem był poznany na Sri Lance kierowca Leslie Ekanayake (ur. 1947, zm. 1977). Zimą 1954 Clarke wyruszył na ekspedycję nurkową do Australii. Droga prowadziła przez Sri Lankę, gdzie grupa zrobiła małą przerwę. Clarke był zachwycony tym krajem, co spowodowało, że dwa lata później powrócił, by tam zamieszkać. Sri Lanka stała się jego drugą ojczyzną.
Brytyjski tabloid Sunday Mirror wysnuł względem niego oskarżenia dotyczące pedofilii, jednakże policja Sri Lanki uznała je za bezpodstawne.

## Nagrody i wyróżnienia
Arthur C. Clarke był kilkakrotnym laureatem najpoważniejszych nagród literackich w dziedzinie fantastyki, m.in. Hugo i Nebuli. Szczególnie uhonorowana została powieść Spotkanie z Ramą, która zebrała wszystkie najważniejsze nagrody w dziedzinie literatury fantastycznej. W 1985 otrzymał Damon Knight Memorial Grand Master Award.
Sam od 1987 był patronem innej ważnej nagrody w tej dziedzinie – Nagrody im. Arthura C. Clarke’a, przyznawanej za najlepszą powieść science fiction opublikowaną po raz pierwszy w Wielkiej Brytanii.
W 1969, wspólnie ze Stanleyem Kubrickiem, został nominowany do Oscara za scenariusz do filmu 2001 Odyseja kosmiczna.
Clarke był dwukrotnie nominowany do Nagrody Nobla: w 1994 do Nagrody Pokojowej, zaś w 1999 do Nagrody Literackiej.
Laureat Nagrody Kalinga od UNESCO.

## Twórczość

### Odyseja kosmiczna
- 2001: Odyseja kosmiczna (2001: A Space Odyssey, 1968)
- 2010: Odyseja kosmiczna (2010: Odyssey Two, 1982)
- 2061: Odyseja kosmiczna (2061: Odyssey Three, 1987)
- 3001: Odyseja kosmiczna – finał (3001: The Final Odyssey, 1997)

### Rama
- Spotkanie z Ramą (Rendezvous with Rama, 1972; Hugo, Nebula, Nagroda Campbella, Nagroda Locusa, Nagroda Jupitera)
- Rama II (Rama II, 1989) z Gentry Lee
- Ogród Ramy (The Garden of Rama, 1991) z Gentry Lee
- Tajemnica Ramy (Rama Revealed, 1993) z Gentry Lee

### Odyseja czasu
- Oko Czasu (Time’s Eye, 2003) ze Stephenem Baxterem
- Burza Słoneczna (Sunstorm, 2005) ze Stephenem Baxterem
- Pierworodni (Firstborn, 2007) ze Stephenem Baxterem

### Inne powieści
- Prelude to Space (1951)
- Piaski Marsa (The Sands of Mars, 1951)
- Wyspy na niebie (Islands in the Sky, 1952)
- Against the Fall of Night (1953)
- Koniec dzieciństwa (Childhood’s End, 1953)
- Earthlight (1955)
- Miasto i gwiazdy (The City and the Stars, 1956)
- Kowboje oceanu (The Deep Range, 1957)
- A Fall of Moondust (1961)
- Wyspa delfinów (Dolphin Island, 1963)
- Imperialna Ziemia (Imperial Earth, 1975)
- Fontanny Raju (The Fountains of Paradise, 1979; Hugo i Nebula)
- Pieśni dalekiej Ziemi (The Songs of Distant Earth, 1986)
- Kolebka (Cradle, 1988) z Gentrym Lee
- Duch Wielkiej Ławicy (The Ghost from the Grand Banks 1990)
- Beyond the Fall of Night (1990) z Gregorym Benfordem
- Młot Boga (The Hammer of God, 1993)
- 10 w skali Richtera (Richter 10, 1996) z Mikiem McQuayem
- Detonator (The Trigger, 1999) z Michaelem P. Kube-McDowellem
- Światło minionych dni (The Light of Other Days, 2000) ze Stephenem Baxterem
- Ostatnie twierdzenie (The Last Theorem, 2008) z Frederikiem Pohlem

### Zbiory opowiadań
- Expedition to Earth (1953)
- Reach for Tomorrow (1956)
- Tales from the White Hart (1957)
- The Other Side of the Sky (1958)
- Opowieści z dziesięciu światów (Tales of Ten Worlds, 1962)
- Dziewięć miliardów imion Boga (The Nine Billion Names of God 1967; Hugo Retro za najlepszą miniaturę literacką dla tytułowego opowiadania 1954)
- The Wind from the Sun (1972)
- Of Time and Stars (1972)
- The Best of Arthur C. Clarke: 1937-1971 (1973)
- The Sentinel (1983)
- Spotkanie z meduzą (A Meeting with Medusa 1988; Nebula dla tytułowego opowiadania 1972)
- Gwiazda (The Star 1989; Nagroda Hugo za najlepszą miniaturę literacką 1956 dla tytułowego opowiadania)
- Tales from Planet Earth (1990)
- The Collected Stories of Arthur C. Clarke (2000)

### Inne książki
- Na podbój przestrzeni (The Exploration of Space, 1951, wyd. pol. 1959)
- Glide Path (1963)
- Śniegi Olimpu (The Snows of Olympus: A Garden on Mars, 1994)

## Filmowe adaptacje powieści Arthura C. Clarke’a
- 2001: Odyseja kosmiczna
- 2010: Odyseja kosmiczna
- Koniec dzieciństwa (serial telewizyjny)